# 约瑟夫·拉格朗日
约瑟夫·路易·拉格朗日（法語：Joseph-Louis Lagrange，1736年1月25日—1813年4月10日），出生时名为朱塞佩·路易吉·拉格朗吉亚（義大利語：Giuseppe Luigi Lagrangia）或朱塞佩·洛德维科·德·拉·格朗日·圖尼爾（義大利語：Giuseppe Ludovico De la Grange Tournier），18世纪欧洲著名的数学家、力学家和天文学家。拉格朗日曾为普鲁士的腓特烈大帝在柏林工作了20年，被腓特烈大帝称做「欧洲最伟大的数学家」，后受法国国王路易十六的邀请定居巴黎直至去世。拉格朗日一生才华横溢，在数学、物理和天文等领域做出了很多重大的贡献。他的成就包括著名的拉格朗日中值定理，创立了拉格朗日力学等等。
拉格朗日是18世纪一位十分重要的科学家，在数学、力学和天文学三个学科中都有历史性的重大贡献，但他主要是数学家。他最突出的贡献是在把数学分析的基础脱离几何与力学方面起了决定性的作用，使数学的独立性更为清楚，而不仅是其他学科的工具。同时在使天文学力学化、力学分析化上也起了历史性作用，促使力学和天文学（天体力学）更深入发展。在他的时代，分析学等分支刚刚起步，欠缺严密性和标准形式，但这不足以妨碍他取得大量的成果。

## 祖籍与姓氏
拉格朗日父姓拉格朗吉亚（Lagrangia）。父系为法国后裔。曾祖父是法国骑兵上校，到意大利撒丁王国都灵后与罗马家族的人结婚定居；祖父任都灵的公共事务和防务局会计，又同当地人结婚。父亲也在都灵政府任同一职位，母亲来自都灵旁的坎比亚诺。
拉格朗日在都灵出生受洗记录上的正式名字为朱塞佩·洛德维科·拉格朗吉亚（Giuseppe Lodovico，Lagrangia）。父名弗朗切斯科·洛德维科·拉格朗吉亚（Francesco Lodovico，Lagrangia）；母名泰雷萨·格罗索（Teresa Grosso）。
他曾用过的姓有德·拉·格朗日（De la Grange），拉·格朗日（La Grange）等。去世后，法兰西科学院给他写的颂词中，正式用现在姓名（Lagrange）。

## 生平

### 早年
拉格朗日的父母共有11个子女，但大多数夭折；拉格朗日为长子，是活到成年的两个之一。
拉格朗日家境原本富裕且有较高的社会地位，可是大都被父亲在金融上失败的投机挥霍殆尽。父亲希望他成为律师，拉格朗日似乎也不反对。他在都灵大学进修，最喜欢的学科是拉丁语，对数学并没有兴趣，认为希腊几何学很枯燥。
据拉格朗日本人回忆，如果幼年家境富裕，可能就不会作数学研究了。但到青年时代，在数学家F. A. Revelli（雷维里）指导下学几何学后，激发了他的数学天分。17岁时，他读了英国天文学家爱德蒙·哈雷的介绍牛顿微积分成就的短文《论分析方法的优点》后，感觉到“分析才是自己最热爱的学科”，从此他迷上了数学分析，开始专攻当时迅速发展的数学分析。

### 投身数学
1754年（18岁时），拉格朗日以意大利语写出第一篇论文，是用牛顿二项式定理处理两函数乘积的高阶微商，寄给数学家法尼亚诺，并用拉丁语写出寄给在柏林的欧拉。可是当年8月他看到了莱布尼兹同约翰·伯努利的通信，获知这一成果早在半个世纪前就被莱布尼兹取得了。这个不幸运的开端并未使拉格朗日灰心，9月给法尼亚诺的信中说他正研究等时曲线，并于年底开始研究变分极值问题。
1755年8月12日，拉格朗日在写给普鲁士科学院数学部主任欧拉的信中，给出了用纯分析方法求变分极值的提要；欧拉在9月6日回信中称此工作很有价值。此成果使拉格朗日在都灵出名。9月28日，他被任命为都灵皇家炮兵学校教授，年仅19岁。他本人认为这是第一篇有意义的论文。
任教后，拉格朗日积极进行研究。1756年，他在给欧拉的信中，开始把变分法用于力学，还把欧拉关于有心力的一个定理推广到一般动力学问题。欧拉十分赞赏，把信送交院长皮埃爾·莫佩爾蒂（莫培督）。莫佩爾蒂看到拉格朗日才华非凡，而且是他的最小作用原理的支持者，便建议拉格朗日来普鲁士任讲座教授，条件比都灵优越；但拉格朗日尚无此等想法，婉言谢绝。9月2日，他被欧拉举荐入普鲁士科学院。
1757年，以拉格朗日为首的一批都灵青年科学家，成立了一个科学协会（即都灵皇家科学院的前身），并开始以拉丁语和法语出版学术刊物《都灵科学论丛》（Miscellanea Taurinensia，法语名Mélanges de Turin）。前三卷（1759年、1762年、1766年）刊登了拉格朗日几乎全部都灵时期的论文．其中有关变分法、分析力学、声音传播、常微分方程解法、月球天平动、木卫运动等方面的成果都是当时最出色的，为后来他在这些领域内更大贡献打下了基础。
1762年，法国科学院放出1764年悬赏征文，要求用万有引力解释月球天平动问题，他的研究获奖。
1763年11月，都灵王朝外交官Caraccioli去伦敦赴任时，带拉格朗日到巴黎，受到巴黎科学院的热烈欢迎，并初次会见达朗贝尔。在巴黎停留六周后拉格朗日却病倒，不能去伦敦。康复后遵照达朗贝尔意见，回国途中在日内瓦拜访了当时著名数学家伯努利和文学家伏尔泰，他们的看法对拉格朗日以后的工作有启发。1765年初，回到都灵后，他成功地运用微分方程理论和近似解法研究了科学院提出的一个复杂的六体问题（木星的四个卫星的运动问题），于1766年又一次获奖。　
同时，1765年秋，达朗贝尔写信给普鲁士国王腓特烈大帝，热情赞扬拉格朗日，并建议在柏林给拉格朗日一个职位。国王同意后写信给拉格朗日说，在“欧洲最伟大的王”的宫廷中应有“欧洲最伟大的数学家”。但他回信表示不愿与欧拉争职位。1766年3月，达朗贝尔来信说欧拉决定离开柏林，并请他担任留下的职位。拉格朗日决定接受。5月3日欧拉离开柏林去圣彼得堡后，拉格朗日正式接受普鲁士邀请，于8月21日离开都灵。 

### 柏林时期（1766—1787）
在去柏林前，拉格朗日绕道巴黎和伦敦，拜访达朗贝尔和Caraccioli，之后于10月27日到达柏林，11月6日正式继任普鲁士科学院数学部主任。他受到约翰三世·伯努利等人的热烈欢迎。
拉格朗日深得國王賞識，國王經常和他講完美的有規律的生活的益處。拉格朗日聽了進去，此後他對大腦和身體當做機器一般進行了研究，並通過實驗精確調整到他每日能夠完成而不累垮的工作量。每天晚上，他為自己定下第二天的明確的任務，並在完成任何一個學科分支時，寫下簡短的分析，看看哪些地方可以改進。他總是在開始撰寫之前想好論文的題目，然後一氣呵成，常常沒有一處刪除或更正。
在普鲁士科学院，拉格朗日的任务是每月宣读一篇论文，内容一般在《科学院文献》（Mémoires des l'Academie royale des sciences）以及《柏林科学院新文献》（Nouveaux memoires de l'Academie des Berlin）上发表．他还接受达朗贝尔的建议，经常参加巴黎科学院竞赛课题研究，并获得1772、1774、1776、1780年度的奖金。
1767年9月，拉格朗日同维多利亚·孔蒂（Vittoria Conti）结婚．他给达朗贝尔的信中说：“我的妻子是我的一个表妹，曾与我家人一起生活很长时期，是一个很好的家庭妇女。”但她体弱多病，未生小孩，久病后于1783年去世。 
在柏林期间，拉格朗日完成了大量重大研究成果，为一生研究中的鼎盛时期，多数论文在柏林科学院和法国科学院的刊物中发表，少量仍寄回都灵。其中有关月球运动（三体问题）、行星运动、轨道计算、两个不动中心问题、流体力学、数论、方程论、微分方程、函数论等方面的成果，成为这些领域的开创性或奠基性研究。他在1766年至1773年写出了《都灵科学论丛》的第四卷和第五卷，其中最重要的是在1771年，他討論了如何将眾多的天文觀測数据結合以给出最符結果。1783年，拉格朗日的故乡建立了“都灵（皇家）科学院”，他被任命为名誉院长。原出版刊物改为《都灵科学院综合论丛》（Mélanges des l’Acade-mie des sciences des Turin）；他参与了学报的前兩卷（1784年、1785年）。在第一卷和第二卷中，他分别写了一篇关于流动液体所施加的压力的论文，和一篇关于無窮級數积分以及其适解问题类型的文章。
他还完成了《分析力学》（Mécanique analytique）一书，这是艾萨克·牛顿之后的一部重要的经典力学著作。书中运用变分原理和分析的方法，建立起完整和谐的力学体系，使力学分析化。他在序言中宣称：力学已经成为分析的一个分支。1782年给拉普拉斯的信中他说：“我几乎写完《分析力学论述》（Traité de Mécanique Analytique），但不知何时出版”最终，经过拉普拉斯等多人评审，该书于1788年在巴黎出版，那时拉格朗日已然来到巴黎。

### 巴黎时期（1787—1813）
1786年，腓特烈二世去世，拉格朗日发觉柏林令人难受，决定离开。应巴黎科学院邀请，他于1787年5月18日动身，7月29日到达巴黎开始工作。由于他从1772年起就是该院副院士，这次来工作受到了更热情的欢迎，被安排在卢浮宫。可惜达朗贝尔已在1783年去世。
到巴黎的前几年，他主要学习更广泛的知识，如形而上学、历史、宗教、医药和植物学等；他陷入了忧郁，连《分析力学》（1788年）的出版也视而不见。
1789年，法国大革命爆发，将他从忧郁中摇醒；一开始他只是有兴趣地旁观，但很快他发现时局急转直下。與其他人相比，可以说，他的胆怯和低调使他在革命动乱中保全。
1790年5月8日的制宪大会上通过了十进位的公制法，科学院建立相应的“度量衡委员会”，拉格朗日是委员之一。
1791年，拉格朗日被选为英国皇家学会会员。
1792年，丧偶9年的拉格朗日同天文学家勒莫尼埃的女儿何蕾-弗朗索瓦-阿德莱德（Renée-Francoise- Adelaide）结婚；阿德莱德同情他的遭遇，执意要与他结婚，并一直矢志不渝。
1793年8月8日，国民议会决定对科学院专政，把拉瓦锡，拉普拉斯，库仑等著名院士清除出科学院。但拉格朗日被保留，并任度量衡委员会主席。9月，恐怖统治开始，革命政府决定逮捕所有在敌国出生的人，经拉瓦锡竭力向当局说明后，把拉格朗日作为例外。
1794年5月7日，法国雅各宾派开庭审判波旁王朝包税官，把包括拉瓦锡在内的28名成员全部处以死刑，革命法庭副长官考讓-巴蒂斯特·科菲納爾（J.B.Coffinhal）宣称，“共和国不需要科学家，而只需要为国家而采取的正义行动！”第二天5月8日的早晨，拉格朗日痛心地说：“他们一眨眼就把拉瓦锡的头砍下来，但像他那样的头脑一百年也找不出一个了。”
1794年，巴黎成立了两个共和国最高学府：巴黎高等师范学院和巴黎综合理工大学；次年，拉格朗日于此两所高校任教，是为首批教授，虽然前者办学仅4个月便被关闭（直到1808年在拿破仑帝国时期重新开始办学）。
1795年6月25日，成立了法国国家经度局，统一管理全国航海、天文研究和度量衡委员会，拉格朗日是委员之一。10月25日，在取消对科学院的专政后，建立了法国最高学术机构——法兰西学会，选举拉格朗日为第一分院（即科学院）的数理委员会主席。此后他才重新进行研究工作，但主要是整理过去的工作，并结合教材编写完成一批重要著作：《论任意阶数值方程的解法》、《解析函数论》和《函数计算讲义》，总结了那一时期的特别是他自己的一系列研究工作。
1799年，法国完成统一度量衡工作，制定了被世界公认的长度、面积、体积、质量的单位。在拉瓦锡死后的这段时间里，拉格朗日对此的推动功不可没。

### 授勋及去世
1813年4月3日，拿破仑授予他帝国大十字勋章，但此时的拉格朗日已卧床不起，4月11日早晨，拉格朗日逝世。

## 貢獻
- 代数
  - 群的階是子集的階的倍數
  - 消去理論
  - 將行列式的概念應用到非消去理論的範疇
  - 拉格朗日插值多項式
- 数论
  - 四平方和定理
  - 證明配爾方程必存在解
  - 證明威爾遜定理
  - 創立二次型論
  - 證明循環連分數均為二次無理數
- 微積分
  - 拉格朗日乘子法
  - 中值定理
- 力學
  - 在1772年至1788年，他简化了经典力学中的一些公式和运算，并创建了自己的分支，称为拉格朗日力学。
- 天文
  - 1764年，拉格朗日成功解释了为什么月球总是一面朝向地球。
  - 1772年，發現拉格朗日點

## 拉格朗日插值公式
线性插值也叫两点插值，已知函数 {\displaystyle y=f(x)} 在给定互异点 {\displaystyle x_{0}} ，{\displaystyle x_{1}} 上的值为 {\displaystyle y_{0}=f(x_{0})} ，{\displaystyle y_{1}=f(x_{1})} 线性插值就是构造一个一次多项式 {\displaystyle P_{1}(x)=ax+b} ，使它满足条件 {\displaystyle P_{1}(x_{0})=y_{0}} ，{\displaystyle P_{1}(x_{1})=y_{1}} ，其几何解释就是一条直线，通过已知点 {\displaystyle A(x_{0},y_{0})} ，{\displaystyle B(x_{1},y_{1})} 。
线性插值计算方便、应用很广，但由于它是用直线去代替曲线，因而一般要求 {\displaystyle [x_{0},x_{1}]} 比较小，且 {\displaystyle f(x)} 在 {\displaystyle [x_{0},x_{1}]} 上变化比较平稳，否则线性插值的误差可能很大。为了克服这一缺点，有时用简单的曲线去近似地代替复杂的曲线，最简单的曲线是二次曲线，用二次曲线去逼近复杂曲线的情形。

## 榮譽與紀念
- 月球上的拉格朗日撞擊坑
- 小行星1006
- 1808年獲得法國榮譽軍團勳章並封為伯爵。
- 他是名字被刻在艾菲爾鐵塔的七十二位法國科學家與工程師其中一位。

### 三L之一
法国18世纪后期到19世纪初数学界著名的三个人物：拉格朗日、拉普拉斯（Pierre-Simon marquis de Laplace）和勒讓德（Adrien-Marie Legendre）。因为他们三位的姓氏的第一个字母为「L」，又生活在同一时代，所以人们称他们为「三L」。

## 格言
- 他們只一瞬間就砍下了這顆頭，但再過一百年，也找不到像他那樣傑出的腦袋了。(惋惜拉瓦锡被送上斷頭台一事)
- 如果我继承可观的财产，可能就不會投身於數學之中了。
- 我把数学看成是一件有意思的工作，而不是想为自己建立什么纪念碑。可以肯定地说，我对别人的工作比自己的更喜欢。我对自己的工作总是不满意。
- 一个人的贡献和他的自负严格地成反比，这似乎是品行上的一个公理。